# 圖們路
图们路是中華人民共和國上海市杨浦区一條西北-東南走向道路，北起延吉东路。南至杨浦站北側的鞍山幼稚園。道路全长651米，宽10.3米至12.6米，路名來自於吉林省延邊朝鮮族自治州圖們市。道路於1952年建成。